# Yayoi Kobayashi
Yayoi Kobayashi (小林 弥生, Kobayashi Yayoi, Tama, 18 september 1981) is een Japans voormalig voetbalster.

## Carrière
Zij speelde voor onder meer Nippon TV Beleza.
Kobayashi nam met het Japans vrouwenvoetbalelftal deel aan de wereldkampioenschappen in 1999 en 2003, waar zij in alle de wedstrijden van Japan stond opgesteld. Zij nam met het Japans vrouwenelftal deel aan de Olympische Zomerspelen in 2004. Japan werd uitgeschakeld in de eerste knock-outronde. Zij speelde twee wedstrijden tegen Zweden en Nigeria.

## Statistieken
| Japans vrouwenvoetbalelftal | Japans vrouwenvoetbalelftal | Japans vrouwenvoetbalelftal |
| Jaar                        | Wed.                        | Dlp.                        |
| --------------------------- | --------------------------- | --------------------------- |
| 1999                        | 8                           | 2                           |
| 2000                        | 1                           | 0                           |
| 2001                        | 12                          | 2                           |
| 2002                        | 11                          | 1                           |
| 2003                        | 14                          | 6                           |
| 2004                        | 8                           | 1                           |
| Totaal                      | 54                          | 12                          |